# Combats de Puentes del Tajo (1809)

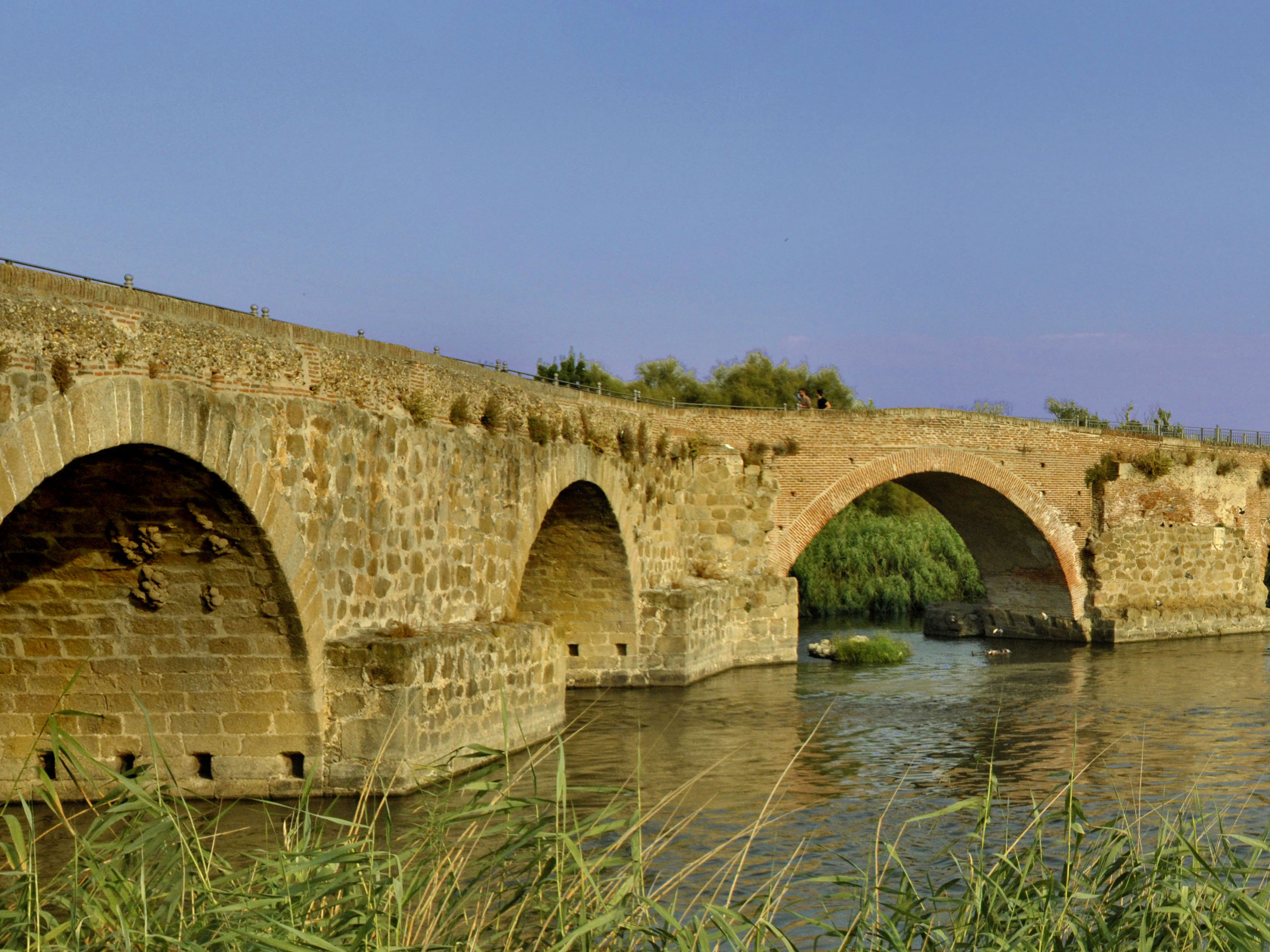
Pont Vell de Talavera

Combats dels Puentes del Tajo (Fou un combat de la Guerra del Francès).
El general Galluzo, el 1809, encarregat de l'exèrcit d'Extremadura, en l'estat miserable en què havia quedat després del cruel assassinat del general Sant Juan a Talavera de la Reina, desitjós d'evitar el descrèdit dels seus col·legues dels altres exèrcits, decidís a retirar-se a la riba esquerra del Tajo, i a procurar que els francesos no ho travessessin pels ponts més propers a la línia de comunicació de Badajoz i Andalusia, que tant se li havia recomanat interceptar. Els ponts d'aquesta regió eren cinc, però, descartant el de Talavera de la Reina, per estar allunyat de la direcció general que suposaven voldrien seguir els francesos i ser el terreny de la riba esquerra trencat i cobert de boscos i males herbes, el de Talavera la Vieja sense comunicacions utilitzables i davant d'un terreny de fàcil defensa com el pont mateix i els guals dels seus entorns, i el pont del Cardenal massa excèntric, no quedaven més que els de l'Arzobispo i d'Almaraz que tinguessin veritable importància, el primer d'aquests proper a la línia d'invasió d'Extremadura i tenint a prop el gual d'Azutan, i el segon de gran interès per al invasor, doncs no només creua per allà el Tajo la carretera general de Madrid a Mérida i Badajoz, sinó que era, a més, l'únic per on es pogués emportar l'artilleria i la impedimenta. Com s'ha dit, Galluzo es va afanyar a col·locar entre el seu desmoralitzat exèrcit i els francesos un obstacle tan poderós com un riu gairebé envaïble, defensant el seu pas en un terreny tant propici a la defensa com els escarpats de la Jara, cau dels famosos golfins de l'Edat Mitjana i de malfactors en tot temps.
En aproximar-se els francesos, el desembre de 1809, Galluzo es va situar amb uns 5.000 homes i 12 canons a l'excel·lent posició del port de Miranete dominant la carretera d'Almaraz à Trujillo, cobrint el pas del Tajo, després d'haver intentat en va destruir el pont; al mateix temps va manar al general Trias, amb uns 800 infants i 130 cavalls a destorbar el pas de l'enemic pels ponts de Talavera la Vieja i de l'Arzobispo, el qual va veure's obligat a establir-se a Castanyar d'Ibor guardant el flanc dret de la línia espanyola de les incursions que pogués intentar la divisió francesa de Sebastiani que s'hi havia establert al Pont de l'Arzobispo. Al pont de Talavera la Vieja va enviar Trias la forces de cavalleria que, unides al paisanatge, disposessin algunes obres amb què defensar el pont i els guals de les rodalies. Al pont del Cardenal va destinar Galluzo un batalló de guàrdies valones i un esquadró que no van tenir res a fer, atesa la seva situació excèntrica. Els francesos no van atacar fins al 24, i encara que Trias des de Valdelacasa i la cavalleria des de Talavera la Vieja van fer prodigis de valor, van haver de retirar-se a Castanyar d'Ibor per camins de ferradura, aspres i apartats.
Galluzo, el dia 25, en assabentar-se que Sebastiani amenaçava la seva línia de retirada, va prendre posicions més a rereguarda a Jaraicejo, deixant dos batallons i quatre peces a les ordres del brigadier Herrando, que van ser dispersats al mateix matí del 25, després de deixar 300 presoners i els canons a poder dels francesos. Galluzo va tornar a retirar-se a Trujillo, descoratjat en veure les tropes lliurades al desordre que no havia pogut bandejar de les seves files, i després d'un Consell de Guerra va decidir prolongar la retirada fins a Zalamea als confins d'Extremadura i Andalusia, on va pernoctar el 28, oblidant-se per complet de les tropes que havia destinat a cobrir els ponts del Tajo.
La situació de Trias va arribar a ser crítica, ja que es va veure amenaçat de trobar-se entre les tropes que havien passat el Tajo a Talavera i les que es van presentar a Almaraz, però va aconseguir reunir totes les forces abandonades per Galluzo, incorporant-se a Miajadas a les forces de cavalleria que cobrien la rereguarda espanyola. Encara que Galluzo comptava amb el favor de la Junta Central i de la província de Badajoz, que s'oposaven, en contra del sentir dels extremenys, a que s'entregués el comandament de les forces al general Cuesta, caigut en desgràcia i subjecte a una sumària amb motiu de les seves violències contra el bailio Valdés, la seva posició es va fer insostenible amb la seva retirada sense combatre, abandonant a l'invasor tota Extremadura.
Les Juntes no van poder, per tant, oposar-se per més temps al clamor públic que demanava la llibertat de Cuesta i la seva reposició en el comandament, i va lliurar l'exèrcit d'Extremadura a un general, si bé desgraciat en les seves trobades amb l'enemic, posseïa un caràcter i estava dominat per un patriotisme, que com diu Gómez de Arteche "exagerant-li els seus mitjans, el feien buscar sense descans les ocasions de renyir amb l'enemic les més fortes batalles. I això que podia ser imprudent fins a la bogeria, segons l'experiència ho anava demostrant i ho comprenien savis i ignorants a tot Espanya, agradava, però, a un poble que veia bons tots els camins que conduïssin a gastar a l'enemic, ni tan sols haguessin de regar-se amb sang preciosa i abundantíssima". Des de Badajoz, on va establir la seva caserna general, va emprendre Cuesta la tasca de reorganitzar l'exèrcit, concentrant les tropes a Mèrida i Badajoz, amb gran disgust de la Junta Central establerta a Andalusia, que davant la por de ser copats pels francesos, no s'adonaven que el camí a Sevilla i Còrdova quedava tancat el mateix el mateix si l'ocupaven les tropes de Cuesta que si es establien aquestes en un dels seus flancs, disposades a caure sobre la rereguarda si cometia la bogeria d'avançar sense batre-les.
Els esforços de Cuesta van aconseguir enviar a Trujillo l'11 de gener de 1809 una divisió de 5.000 homes a les ordres d'Henestrosa, seguir-li amb iguals forces el 23 i deixar 3.000 soldats a Badajoz. Les forces de Henestrosa van desallotjar l'avantguarda francesa de Trujillo obligant-lo a concentrar-se a la Calzada d'Oropesa i Talavera per dominar el territori de la dreta del Tajo, des d'allà a Toledo, i el 29 Cuesta es va apoderar del pont d'Almaraz, llançant l'enemic de tota la comarca oposada a pesar dels reforços de la divisió alemanya del general Schaefer, enviada pel rei Josep des de Madrid a última hora.
Els francesos, que esperaven a la dreta del Tajo el moment en què comencessin els moviments combinats per a l'execució del pla ideat per l'emperador, amb la finalitat de sostenir-se en el paper d'ofensors, van idear una maniobra que els servís, a més, de reconeixement sobre la riba esquerra del riu. A aquest efecte el 19 de febrer van passar el Tajo per Pont de l'Arzobispo dues divisions franceses, i el general Trias, que amb 4.000 homes havia tornat a les seves posicions de Valdelacasa, es va haver de retirar a Fresnedoso, mentre els francesos avançaven fins a Villar del Pedroso per la dreta i fins a Puente de San Vicente per l'esquerra. Suposant Costa que l'objectiu de l'enemic era el Santuari de Guadalupe, va ordenar que un batalló esperés a l'enemic en l'estret congost de l'Hospital del Obispo i que acudissin a aquest punt dos batallons de la brigada Valdencho, situades a Santa Olalla. Aquesta mesura va fer desistir dels seus propòsits als francesos que es van retirar no sense cometre tota classe d'atropellaments a Navalcán i sobretot a Arenas de San Pedro on la divisió alemanya i els dracs van cremar les cases i van matar als ancians i nens i van deshonrar a la dones que fugien de les flames.
El mariscal Victor, a qui se li havia ordenat la invasió d'Extremadura i Andalusia, en combinació amb la de Portugal, encarregada a Soult, va aconseguir reunir un exèrcit compost de 14.500 infants, 4.200 cavalls manats per Lasalle, el millor general de l'arma de cavalleria que tenia Napoleó, i 48 canons, al qual oposaven els espanyols uns 18.000 infants, 2.200 cavalls i 30 peces d'artilleria. Els francesos, després de netejar d'enemics la riba dreta del Tajo, es van dedicar a reunir elements per a construir un pont a Almaraz, trencat el 14 de març pels soldats de Cuesta. Aquest general, tranquil temporalment, pel que fa a aquest punt de pas, va concentrar la seva atenció a cobrir el de l'Arzobispo i per això es va situar a Deleitosa, dirigint les forces de què va poder disposar reforçar el general Trias en carregat d'observar el pont i les seves avingudes, per on esperava l'atac principal que intentés envoltar les fortes posicions del port de Miranete. La divisió del duc del Parc situada a Mesas d'Ibor venia a servir d'enllaç a la d'Henestrosa que vigilava el pas de l'enemic per Almaraz, amb la de Trias, la caserna general de la qual estava a Fresnedoso.
Com era natural, no va atacar de front el mariscal Victor un congost tan defensable com el de Miranete i Cuesta; enganyat per l'ostentació que a Almaraz es feia, no va acudir amb totes les seves forces a la defensa del flanc dret, que va ser l'atacat. El dia 15, Leval i Lasalle van passar el Tajo per Talavera de la Reina i corrents, sense resistència quasi, per la seva riba esquerra, van preparar el pas de les divisions Villete i Ruffin per Pont de l'Arquebisbe. El 17, malgrat els esforços de les tropes espanyoles lleugeres per impedir la marxa dels francesos, per les escarpades ribes del riu Gualija, la divisió alemanya manada per Leval, va atacar el duc del Parque, que si hages estat auxiliat per la divisió que Cuesta tenia a Deleitosa tot esperant un atac de front hauria pogut resistir, segurament, el penós esforç dels francesos, i és molt probable que haguessin hagut de retrocedir com els havia passat el mes anterior en aquell mateix paratge, sobretot si l'auxili de forces hagués anat acompanyat amb la deguda preparació del terreny amb obres de campanya.
El general Trias, sense combatre amb prou feines, va haver de retirar-se també, reunint-se el 18 a Deleitosa amb el duc i van seguir tots dos amb el general Cuesta en retirada a Carrascal i Trujillo; retirada que es va fer amb molt d'ordre, protegida per la divisió Henestrosa que va arribar el 19 a l'última de les poblacions esmentades sense deixar un sol home a l'esquena ni haver permès el menor desconcert. L'error de Cuesta va ser gran i els resultats no van ser menors, perquè el va obligar a abandonar una forta línia defensiva, on hauria pogut aturar l'enemic. Com va poder suposar el general espanyol, pregunta Gömez d'Arteche, "que el cabdill maniobrer d'Espinosa i d'Uclés aniria a cometre error tan cras com el d'atacar de cara a les encimbellades i difícils posicions de Miranete"?
El general Cuesta, afegeix, degué, per tant, volar en ajuda del duc del Parque, segur que, vencedor amb ell i amb Trias, que se li hagués unit, res no hauria de témer Henestrosa, general que coneixia perfectament el terreny, valent a tota prova, i amb 5.000 homes, algunes peces i una excel·lent cavalleria a les seves ordres, forces suficients per destorbar el pas del Tajo a l'enemic.